# Kéleshalom
Kéleshalom ist eine ungarische Gemeinde im Kreis Jánoshalma im Komitat Bács-Kiskun.

## Geografische Lage
Kéleshalom liegt gut acht Kilometer nordwestlich der Kreisstadt Jánoshalma. Die Nachbargemeinde Hajós befindet sich 13 Kilometer nordwestlich.

## Sehenswürdigkeiten
- Römisch-katholische Kirche Szent István király
- Sanddünengebiet, genannt Ősborókás, mit Weißdorn und Wacholder, seit 1975 Landschaftsschutzgebiet

## Infrastruktur
Im Ort gibt es Kindergarten, Grundschule, Bücherei, Kulturhaus, das Bürgermeisteramt und eine Kirche.

## Verkehr
Kéleshalom ist nur über die Nebenstraße Nr. 54114 zu erreichen. Es bestehen Busverbindungen nach Hajós sowie nach Jánoshalma, wo sich der nächstgelegene Bahnhof befindet.